# 波奥纳马莱埃
波奥纳马莱埃（Poonamallee），是印度泰米尔纳德邦Thiruvallur县的一个城镇。总人口42522（2001年）。

## 人口
该地2001年总人口42522人，其中男性21979人，女性20543人；0—6岁人口4653人，其中男2366人，女2287人；识字率76.99%，其中男性为82.72%，女性为70.87%。